# Amphorogyne
Amphorogyne, parazitski biljni rod iz porodice Amphorogynaceae, nekada uključivana u Santalovke. Sastoji se od tri endemske vrste sa Nove Kaledonije

## Vrste
1. Amphorogyne celastroides Stauffer & Hürl.
2. Amphorogyne spicata Stauffer & Hürl.
3. Amphorogyne staufferi Markgr. ex Stauffer